# Inhuma (ort)
Inhuma är en ort i Brasilien.   Den ligger i kommunen Inhuma och delstaten Piauí, i den östra delen av landet, 1 200 km nordost om huvudstaden Brasília. Inhuma ligger 391 meter över havet och antalet invånare är 7 056.
Terrängen runt Inhuma är huvudsakligen platt. Inhuma ligger nere i en dal. Runt Inhuma är det glesbefolkat, med 14 invånare per kvadratkilometer.. Det finns inga andra samhällen i närheten.
Omgivningarna runt Inhuma är huvudsakligen savann.